# Het eerste uur van het Nuctemeron
Het eerste uur van het Nuctemeron van Apollonius van Tyana luidt als volgt:
In de eenheid zingen de demonen de lof van God, ze verliezen hun boosaardigheid en hun woede.
Dit eerste uur wordt geregeerd door 7 genii:
1. Papus, genius geneesheer (naam als pseudoniem gebruikt door Dr. Gérard Encausse)
2. Sinbuck, genius rechter
3. Rasphuia, genius necromant
4. Zahun, genius van het schandaal
5. Heiglot, genius der sneeuw
6. Mizkun, genius der amuletten
7. Haven, genius der waardigheid (naam als pseudoniem gebruikt door Dr. Émanuel Lalande)

Commentaar van Eliphas Levi (1810 - 1875):
Men moet zijn eigen geneesheer en rechter worden om de lotsworpen der necromant te overwinnen. De genius van het schandaal bezweren en verachten, de persoonlijke mening overwinnen, die elk enthousiasme bevriest en alle zaken in dezelfde bleekheid samensmelt, zoals de genius der sneeuw. De deugd der tekenen kennen en aldus de genius der amuletten ketenen om de waardigheid van de magiër te bereiken.